# Victor Vercouillie
Victor Vercouillie, né le 3 novembre 2002 à Courtrai, est un coureur cycliste belge. 

## Biographie

### Débuts et progression chez les amateurs
D'abord footballeur, Victor Vercouillie joue durant plusieurs saisons dans un club de Beveren avec un rôle d'attaquant. Il décide toutefois d'abandonner ce sport en 2018 pour se tourner vers le vélo, alors qu'il est âgé de quinze ans. Pour ses débuts en compétition, il prend une licence au club Onder Ons Parike de Brakel. Son père Kristof a lui aussi été coureur cycliste, mais seulement au niveau amateur,. 
En juillet 2020, il remporte une course junior à Gistel. Il intègre ensuite le club Dovy Keukens-FCC en 2021 pour ses débuts espoirs (moins de 23 ans). L'année suivante, il obtient sept podiums sur des épreuves régionales. Il se classe également onzième du Mémorial Briek Schotte, une kermesse professionnelle. 
En 2023, il rejoint la formation EFC-L&R-Van Mossel. Bon rouleur, il décroche plusieurs victoires et de nombreuses places d'honneur. Il termine notamment deuxième du contre-la-montre du Tour du Piémont Pyrénéen, troisième du championnat de Belgique du contre-la-montre espoirs, ou encore quatrième du Flanders Tomorrow Tour (deuxième d'une étape). Au mois d'aout, il devient stagiaire au sein de l'équipe Bolton Equities Black Spoke. Ses bons résultats lui permettent de signer un premier contrat professionnel avec la structure Flanders-Baloise.

### Carrière professionnelle
Victor Vercouillie réalise ses débuts professionnels en janvier 2024 au Challenge de Majorque. Sur le Trofeo Ses Salines-Felatnix, on le retrouve à l'avant de la course. Il participe aussi à des échappées sur le Grand Prix Jean-Pierre Monseré, à la Nokere Koerse, à la Classic Bruges-La Panne, sur À travers les Flandres, au Circuit franco-belge, au ZLM Tour ou encore au Tour du Danemark. Le 12 septembre, il décroche la médaille de bronze dans le contre-la-montre par équipes en relais mixte aux championnats d'Europe, avec la sélection nationale belge.

## Palmarès
- 2022
  - 3e du Mémorial Igor Decraene
- 2023
  - Champion de Flandre-Occidentale du contre-la-montre espoirs[4]
  - 2e étape du H4A Beloften Weekend
  - 2e du Mémorial Igor Decraene
  - 3e du championnat de Flandre-Occidentale sur route
  - 3e du championnat de Belgique du contre-la-montre espoirs
  - 3e du championnat de Belgique du contre-la-montre par équipes
  - 3e du H4A Beloften Weekend
  - 3e du Tour du Loiret
  - 3e de l'Omloop der Zevenheuvelen
- 2024
  -  Médaillé de bronze du championnat d'Europe du contre-la-montre par équipes en relais mixte